# N.A.S.A. (projecte musical)
|  | Per a altres significats, vegeu «Nasa (desambiguació)». |

N.A.S.A. (North America/South America) és un projecte musical format el 2003 pel novaiorquès Squeak E. Clean (Sam Spiegel) i pel paulista Zé «DJ Zegon» Gonzales (ex-Planet Hemp). L'àlbum d'estrena (Spirit of the Apollo) va ser llançat al febrer de 2009, amb participacions especials de David Byrne, Kanye West, Tom Waits, George Clinton, Karen O, Ghostface Killah, Santogold, M.I.A. i Seu Jorge, entre altres

## Discografia
1. | • Spirit of the Apollo (2009)                                                                                                                                                                                                                                                                                                                                                                                                                                                                                                                                                                                                                                                                                                                                                                                                                                                                                                                                                    |
| --- |
| 1. Intro: 0:58 2. The People Tree (amb David Byrne, Chali 2a, Gift Of Gab i Z-Trip): 4:14 3. Money (amb David Byrne, Chuck D, Ras Congo, Seu Jorge i Z-Trip): 4:15 4. N.A.S.A. Music (amb Method Man, E-40 i DJ Swamp): 4:22 5. Way Down (amb RZA, Barbie Hatch i John Frusciante): 3:13 6. Hip Hop (amb KRS-One, Fatlip i Slim Kid Tre): 4:06 7. Four Rooms, Earth View: 0:25 8. Strange Enough (amb Karen O, Ol' Dirty Bastard i Fatlip): 4:13 9. Spacious Thoughts (amb Tom Waits i Kool Keith): 4:30 10. Gifted (amb Kanye West, Santogold i Lykke Li): 3:39 11. A Volta (amb Sizzla, Amanda Blank i Lovefoxxx): 3:13 12. There's A Party (amb George Clinton i Chali 2a): 4:07 13. Whachadoin? (amb Spank Rock, M.I.A., Santo Gold i Nick Zinner): 4:09 14. O Pato (amb Kool Kojak i DJ Babão): 3:18 15. Samba Soul (amb Del Tha Funkee Homosapien i DJ Qbert): 4:24 16. The Mayor (amb The Cool Kids, Ghostface Killah, Scarface i DJ AM): 4:34 17. N.A.S.A. Anthem: 15:32 |